# Dziunin (przystanek kolejowy)
Dziunin – dawny wąskotorowy przystanek osobowyBydgosko-Wyrzyskich Kolei Dojazdowych w Dziuninie, w gminie Łobżenica, w Powiecie pilskim, w województwie wielkopolskim. Został oddany do użytku w dniu 15 maja 1895 roku razem z linią kolejową z Łobżenicy do Witosławia Wąskotorowego.